# Sulphur (Oklahoma)
Sulphur é uma cidade localizada no estado norte-americano de Oklahoma, no Condado de Murray.

## Demografia
Segundo o censo norte-americano de 2000, a sua população era de 4794 habitantes.
Em 2006, foi estimada uma população de 4907, um aumento de 113 (2.4%).

## Geografia
De acordo com o United States Census Bureau tem uma área de
18,1 km², dos quais 17,7 km² cobertos por terra e 0,4 km² cobertos por água.

## Localidades na vizinhança
O diagrama seguinte representa as localidades num raio de 20 km ao redor de Sulphur.